# Herbert B. Fredersdorf
Herbert Bruno Fredersdorf (* 2. Oktober 1899 in Magdeburg; † 21. Juli 1971 in Alicante, Spanien) war ein deutscher Filmregisseur und Filmeditor.

## Leben
Herbert B. Fredersdorf, der als junger Mann der Magdeburger Künstlervereinigung „Wir aber“ angehörte, begann im Alter von 31 Jahren im Bereich Filmschnitt tätig zu werden. Nach Arbeiten für verschiedene Berliner Produktionsgesellschaften schnitt er mit Max Ophüls’ Heinz-Rühmann-Film Lachende Erben 1932 erstmals einen Film der UFA, für die er von nun an häufiger arbeitete, bald auch als Regieassistent und Kurzfilmregisseur. Neben Fritz Peter Buch führte Fredersdorf 1935 in der Musikerschnulze Liebeslied, der Neuverfilmung eines Films aus dem Jahre 1930/31, erstmals selbst Regie.
1938 inszenierte Fredersdorf mit dem Grönlandfahrer-Drama Nordlicht erstmals allein einen abendfüllenden Spielfilm. 1940 folgten der propagandistische Gebirgsjägerfilm Spähtrupp Hallgarten (mit René Deltgen, Paul Klinger und Maria Andergast) und der Kriminalfilm Alarm (mit Karl Martell, Maria von Tasnady und Paul Klinger), und 1943/44 ein weiterer Kriminalfilm: Der Täter ist unter uns (mit Paul Dahlke und Margot Hielscher).
Seinen bekanntesten Film drehte Herbert B. Fredersdorf erst nach dem Ende des Zweiten Weltkrieges: Der 1947/48 entstandene Spielfilm Lang ist der Weg, den Fredersdorf gemeinsam mit dem Holocaust-Überlebenden Marek Goldstein realisiert hat, ist bemerkenswerter Weise der einzige deutsche Spielfilm in jiddischer Sprache. Mit Israel Becker, Bettina Moissi, Berta Litwina und Jakob Fischer in den Hauptrollen schildert der Film das Leben der Überlebenden des Holocaust unmittelbar nach Kriegsende.
In den 1950er Jahren wandte sich Fredersdorf dem Märchen- und Heimatfilm zu.
Sein Bruder Walter Fredersdorf war ebenfalls ein Filmeditor und unterstützte Herbert gelegentlich auch als Regieassistent.

## Filmografie
- 1931: Nachtkolonne – Schnitt
- 1932: Zigeuner der Nacht – Schnitt
- 1932: Das Mädel vom Montparnasse – Schnitt
- 1933: Lachende Erben – Schnitt, Regie-Assistenz
- 1933: Tambour battant – Schnitt, Regie-Assistenz
- 1933: Die schönen Tage von Aranjuez – Schnitt
- 1933: Des jungen Dessauers große Liebe – Schnitt, Regie-Assistenz
- 1934: Der ewige Traum – Regie-Assistenz
- 1934: Der Mann mit dem Affen – Regie
- 1934: Spiel mit dem Feuer – Drehbuch, Regie-Assistenz
- 1934: Fürst Woronzeff – Schnitt
- 1934: Die Czardasfürstin – Schnitt, Regie-Assistenz
- 1935: Rêve éternel (franz. Vers. von Der ewige Traum) - Regie-Assistenz
- 1935: Die törichte Jungfrau – Schnitt
- 1935: Mach’ mich glücklich – Schnitt
- 1935: Liebeslied – Regie
- 1935: Ein Teufelskerl (Leutnant Bobby, der Teufelskerl) – Schnitt
- 1935: Les epoux célibataires – Schnitt
- 1935: Lady Windermeres Fächer – Drehbuch, Regie-Assistenz
- 1936: Konfetti (Confetti) – Regie-Assistenz
- 1936: Unter heißem Himmel – Schnitt
- 1936: Der Bettelstudent – Schnitt, Regie-Assistenz
- 1937: Und du mein Schatz fährst mit – Schnitt, Regie-Assistenz
- 1937: Wer hat Angst vor Marmaduke? – Regie, Drehbuch
- 1937: Das kleine Fräulein träumt – Regie
- 1937: Kleine Nachtkomödie – Regie
- 1937: Das Geheimnis um Betty Bonn – Schnitt, Regie-Assistenz
- 1937: Daphne und der Diplomat – Schnitt, Regie-Assistenz
- 1938: Zwischen den Eltern – Schnitt, Regie-Assistenz
- 1938: Nordlicht – Regie, Adaption
- 1939: Verdacht auf Ursula – Schnitt, Regie-Assistenz
- 1939: 15 Minuten nach Mitternacht – Regie, Drehbuch
- 1940: Fahrt ins Leben – Regie-Assistenz
- 1940: Spähtrupp Hallgarten – Regie
- 1940: Eifersucht ist eine Leidenschaft – Regie, Drehbuch, Schnitt
- 1940: Alarm – Regie
- 1942: Die Erbin vom Rosenhof – Schnitt
- 1942: Mit den Augen einer Frau – Schnitt
- 1944: Der Täter ist unter uns – Regie
- 1948: Lang ist der Weg – Regie, Schnitt
- 1948: Abgrund – Regie
- 1949: Angst – Regie
- 1952: Strom ohne Grenzen – Regie
- 1953: Die Prinzessin und der Schweinehirt – Regie, Schnitt
- 1954: König Drosselbart – Regie
- 1954: Mädchen mit Zukunft – Schnitt
- 1954: Ball der Nationen – Schnitt
- 1955: Rumpelstilzchen – Regie
- 1955: Die Sennerin von St. Kathrein – Regie
- 1955: Der gestiefelte Kater – Regie
- 1956: Försterliesel – Regie
- 1956: Der Schandfleck – Regie
- 1957: Kein Auskommen mit dem Einkommen! – Regie
- 1958: Kleine Leute mal ganz groß – Regie
- 1958: Heimatlos – Regie
- 1958: Der Sündenbock von Spatzenhausen – Regie
- 1960: Ich zähle täglich meine Sorgen – Idee

## Publikationen
- Standarten im Nebel Roman. Berlin: Carl Duncker, 1933 (wieder Berlin: Zeitschriftenverlag AG, o. J.). Ein „Preußen“-Roman zur Zeit Napoleons, Kämpfe gegen die Russen, verwoben mit Liebesgeschichte
- Fredersdorf, Herbert Bruno Kreuztod. Ein Martyrium mit 5 Urstein-Zeichnungen von Günther Vogler. Magdeburg: Zusammenschluss freier, nichtorganisierter Künstler „Wir Aber“; und Berlin: Leon Hirsch, 1919